# Paříž–Roubaix 2021
118. ročník jednodenního cyklistického závodu Paříž–Roubaix se konal 3. října 2021 ve Francii. Vítězem se stal Ital Sonny Colbrelli z týmu Team Bahrain Victorious. Na druhém a třetím místě se umístili Belgičan Florian Vermeersch (Lotto–Soudal) a Nizozemec Mathieu van der Poel (Alpecin–Fenix). Závod se měl původně konat už 11. dubna 2021, ale byl odložen kvůli pandemii covidu-19.

## Týmy
Závodu se zúčastnilo celkem 25 týmů. Všech 19 UCI WorldTeamů bylo pozváno automaticky a muselo se zúčastnit závodu. Společně s šesti UCI ProTeamy tak utvořily startovní peloton složený z 25 týmů.

### UCI WorldTeamy
- AG2R Citroën Team
- Astana–Premier Tech
- Bora–Hansgrohe
- Cofidis
- Deceuninck–Quick-Step
- EF Education–Nippo
- Groupama–FDJ
- Ineos Grenadiers
- Intermarché–Wanty–Gobert Matériaux
- Israel Start-Up Nation
- Lotto–Soudal
- Movistar Team
- Team Bahrain Victorious
- Team BikeExchange
- Team DSM
- Team Jumbo–Visma
- Team Qhubeka NextHash
- Trek–Segafredo
- UAE Team Emirates

### UCI ProTeamy
- Alpecin–Fenix
- Arkéa–Samsic
- B&B Hotels p/b KTM
- Bingoal Pauwels Sauces WB
- Delko
- Team TotalEnergies

## Výsledky
| Pořadí | Jezdec                     | Tým                     | Čas        |
| ------ | -------------------------- | ----------------------- | ---------- |
| 1      | Sonny Colbrelli (ITA)      | Team Bahrain Victorious | 6h 01' 57" |
| 2      | Florian Vermeersch (BEL)   | Lotto–Soudal            | + 0"       |
| 3      | Mathieu van der Poel (NED) | Alpecin–Fenix           | + 0"       |
| 4      | Gianni Moscon (ITA)        | Ineos Grenadiers        | + 44"      |
| 5      | Yves Lampaert (BEL)        | Deceuninck–Quick-Step   | + 1' 16"   |
| 6      | Christophe Laporte (FRA)   | Cofidis                 | + 1' 16"   |
| 7      | Wout van Aert (BEL)        | Team Jumbo–Visma        | + 1' 16"   |
| 8      | Tom Van Asbroeck (BEL)     | Israel Start-Up Nation  | + 1' 16"   |
| 9      | Guillaume Boivin (CAN)     | Israel Start-Up Nation  | + 1' 16"   |
| 10     | Heinrich Haussler (AUS)    | Team Bahrain Victorious | + 1' 16"   |